# Aston Martin V8 Zagato
Aston Martin V8 Zagato — автомобиль английской компании Aston Martin. Автомобиль был представлен Женевским Автосалоном (Швейцария) в 1986 году. За все время было произведено 52 купе и 37 кабриолетов.
История автомобиля начинается с Женевского Автосалона где, он был представлен публике в 1986. К компании Aston Martin поступило много заказов. Базой для автомобиля послужил Aston Martin V8. Дизайном занималось кузовное ателье Zagato.
Стоимость автомобиля в 1986 году составила 156 000 долларов США. Сейчас же на вторичном рынке цена автомобиля доходит до 450 000 фунтов стерлингов.